# Julián Bermejo
Julián Bermejo (Villanueva de San Carlos, 1777-Cebú, 30 de abril de 1851) fue un religioso agustino y filólogo español que vivió en Filipinas.

## Biografía
Nació en Villanueva de San Carlos (por entonces El Pardillo, provincia de Ciudad Real) en 1777 y profesó en el convento de los agustinos de Valladolid en 1793. Destinado a las islas Bisayas, a las que partió desde Cádiz el 3 o 4 de diciembre de 1795, ejerció los cargos de párroco, prior, definidor y provincial de la Orden de san Agustín. Siendo cura de Bolhoón (Cebú) armó una pequeña flota y organizó la defensa contra los piratas musulmanes. Edificó las iglesias de Bolhoón y Oslob (Cebú) y también el convento de la primera localidad. Falleció en el convento del Santo Niño de Cebú el 30 de abril de 1851.

## Obra
- Instrucción para las parteras, a fin de evitar los abortos y que los niños mueran sin el bautismo (Manila, 1838). Fue traducido al cebuano.[1]
- Regla de bien vivir para todos los estados[1]
- Arte compendiado de la lengua cebuana[1] (1836), recopilación de una obra de Francisco Encina.[4]
- Mapa general de las almas que administran los PP. agustinos en estas Islas Filipinas, formado en 1835, además de otros dos mapas de 1837 y 1838.[5]